# Bataille de la trouée de Charmes
Première Guerre mondiale
La bataille de la trouée de Charmes, également dénommée bataille de la Mortagne ou bataille de Rozelieures, se déroule en Lorraine entre Nancy et les Vosges au début de la Première Guerre mondiale du 24 août au 26 août 1914. Cette bataille met aux prises quelques 600 000 à 700 000 hommes : d'une part, les 300 000 hommes des VIe et VIIe armées allemandes commandées par le prince Rupprecht de Bavière et d'autre part les 300 000 hommes des 2e et 1re armées françaises sous les ordres respectifs des généraux Édouard de Castelnau et Augustin Dubail. Elle se conclut par une victoire française sans laquelle le redressement français sur la Marne n'eût pas été possible.
Débutant le 25 août dans la nasse organisée par les Français, cette bataille n'a véritablement engagé que la 2e armée française commandée par le général Castelnau face à la VIe armée allemande. En effet, mis à part son 8e corps du général Castelli, les autres corps (13e et 21e) de la 1re armée commandée par le général Dubail ont été obligés de se replier vers le sud-est (bataille de la Haute Meurthe ou bataille de la Chipotte) face à l'offensive de la VIIe armée allemande. Cette nasse de Lunéville est conçue par le général Castelnau dès le 21 août avec l'objectif d'y piéger l’aile gauche de la VIe armée allemande. Elle a été approuvée par Joffre (et son GQG), qui doit l’imposer au général Dubail commandant la 1re armée. Celui-ci en effet rechigne à replier ses troupes vers le nord-ouest, et notamment celles du 14e corps d'armée de Lyon tenant alors les trente kilomètres des cols vosgiens. Ce 14e corps est alors commandé par le général Paul Édouard Pouradier-Duteil qui - s'y opposant - est limogé par Joffre.
Dans le cadre général de la bataille de Lorraine (1914), la bataille de la trouée de Lunéville débute le 25 août 1914 avec la contre-offensive victorieuse remportée par la 2e armée française commandée par le général Castelnau, avec ses soldats du Midi des 15e et 16e corps de Marseille et Montpellier, survivants de la bataille de Morhange (19 et 20 août 1914). La veille, 24 août, les troupes du 20e corps de Foch ont repris le secteur de Sommerviller, Crévic et Flainval qu'elles avaient perdu la veille, sans pouvoir aller plus loin les jours suivants, sauf à reprendre le village d'Anthelupt le 25 août. Le 25 août, la contre-offensive du général Castelnau est victorieuse. Ses soldats des 15e et 16e corps conquièrent 70 km2 en remportant du nord au sud les trois victoires de Blainville (jusqu'à la Mortagne), de Landécourt (jusqu'au Grand-Bois) et, décisive, celle de tout le secteur de Rozelieures. Elle se conclut le 12 septembre 1914 par la réoccupation de Lunéville par les Français du 16e corps d’armée commandé par le général Taverna.

## Nom de l'évènement
Elle est qualifiée de « bataille de la Mortagne », du nom de la modeste rivière qui borde la partie sud du secteur des combats, par les officiers aux ordres du ministère des Armées dans les 102 volumes des Armées françaises dans la Grande Guerre (AFGG). Mais - de 1914 à nos jours - nombre de médias et d'historiens l'ont appelée « bataille de la trouée de Charmes » par référence à la trouée de 65 km entre Toul et Épinal du système défensif français dit Séré de Rivières, système abandonné à partir des années 1890, et dans laquelle il n'y a pas eu de combat lors de la Première Guerre mondiale.
En termes militaires et sur un champ de bataille, une trouée est d'abord une ligne entre deux points et une ligne sans forces armées qui, repliées, sont alors en position avantageuse pour attaquer les forces ennemies la franchissant.

## Contexte historique

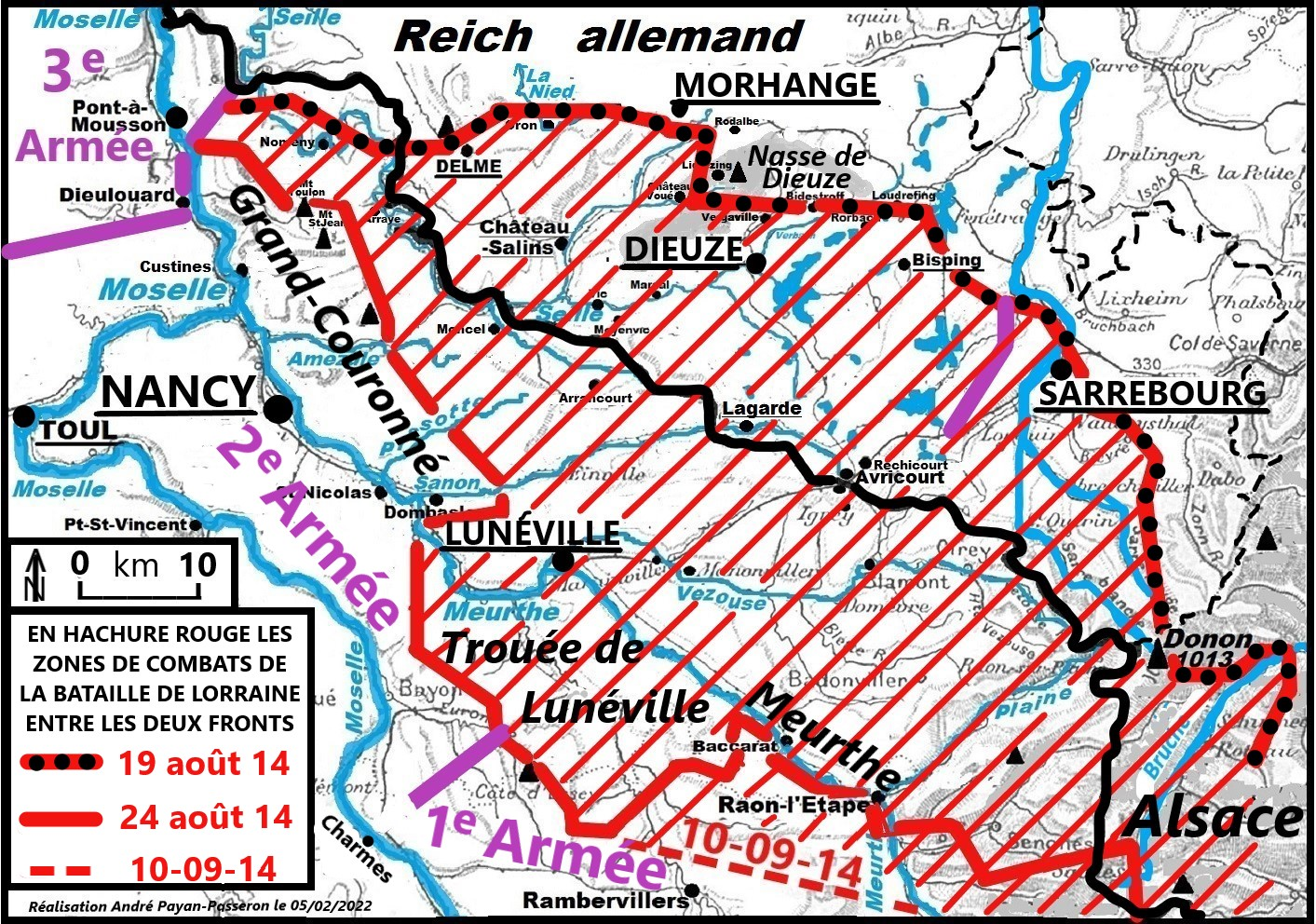
En hachuré rouge les zones de combats en Lorraine du 5 août 1914- guerre mondiale au 15 septembre 1914 guerre mondiale.

Comme les trois autres armées françaises, la 1re et la 2e armées subissent une défaite en matinée du 20 août 1914 avec la contre-offensive victorieuse des Allemands lors de la bataille des Frontières. Ce jour-là, le général Dubail, dans les Vosges, est repoussé sur les 60 km de ses positions s'allongeant du Donon, à l'est, au canal des Houillères, à l'ouest, en passant par la région de Sarrebourg. Le même jour, le général Castelnau est lui aussi vaincu sur son front de 70 km de Port-sur-Seille, à l'ouest, jusqu'au canal des Houillères, à l'est, en passant par les régions de Delme, de Morhange, de Dieuze et de Bisping. Dans les deux cas, les Allemands surestiment leur victoire. À Coblence, au siège de l'Oberste Heeresleitung (OHL), le grand quartier général allemand, l'enthousiasme éclate. Le généralissime von Moltke pleure de joie. Il envoie ses félicitations chaleureuses à celui qui commande les troupes allemandes en Lorraine, le prince Rupprecht, héritier du trône de Bavière, à qui l'empereur Guillaume II, radieux, confère la croix de fer de 1re et 2e classes. Pour Rupprecht lui-même, la retraite des Français s'apparente à une fuite sauvage. Ce ne sont partout que voitures renversées, havresacs jonchant les routes, armes et effets d'équipement abandonnés. Dans les fossés, on voit quantité de fusils dont les crosses ont été brisées. Le soir du 20 août, il ne peut cacher sa fierté à la vue de vingt-trois canons français pris aux artilleurs du 20e corps français que ses collaborateurs ont fait amener devant son QG. Ce corps d'armée, que commande Foch, a subi cependant moins de pertes (9 572) que les soldats du Midi du 15e corps français qui ont eu 11 070 hommes mis hors de combat.
Cette vision pousse Rupprecht à tout surestimer. Il pense notamment que la 2e armée a perdu plus d'une centaine de pièces d'artillerie et que ses pertes dépassent les trente mille hommes : il en conclut qu'elle a perdu toute valeur combative. Quant au général von Heeringen, commandant la VIIe armée allemande qui vient de battre le général Dubail, il prétend que des effectifs adverses nombreux de la 1re armée française se replient devant lui « à une allure de fuite ». Aussi Rupprecht pousse-t-il le généralissime allemand von Moltke à donner encore plus d'envergure à sa manœuvre stratégique. Selon le Plan Schlieffen, un vaste mouvement débordant des armées françaises par l'ouest à travers la Belgique est en cours mais, désormais, Moltke peut se servir des VIe et VIIe armées allemandes pour tenter une manœuvre de débordement complémentaire par l'est. Si ces deux manœuvres réussissaient, toutes les armées françaises se retrouveraient encerclées et subiraient alors un désastre complet.

## Forces en présence
Français et Allemands ont massé en Lorraine le tiers des forces déployées sur le front occidental. Lors de la bataille de la trouée de Charmes, ce sont donc quatre armées, représentant 47 divisions, qui s'affrontent, soit 700 000 combattants.

### Les Français: environ350 000 hommes

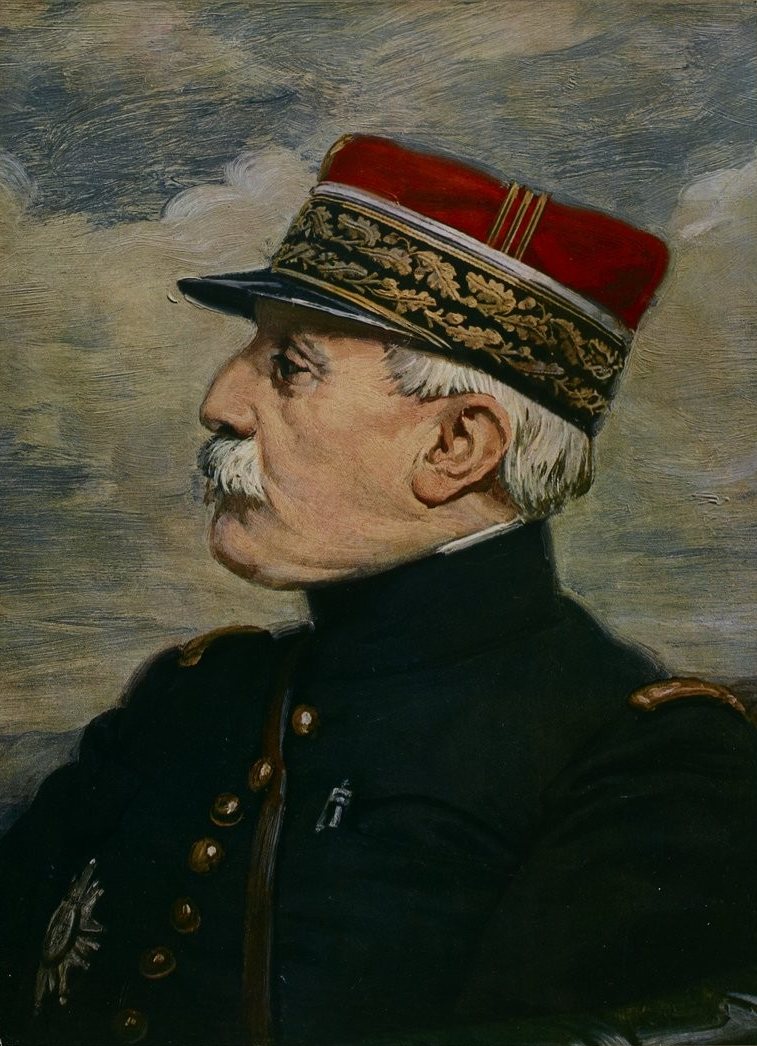
Le général Castelnau.
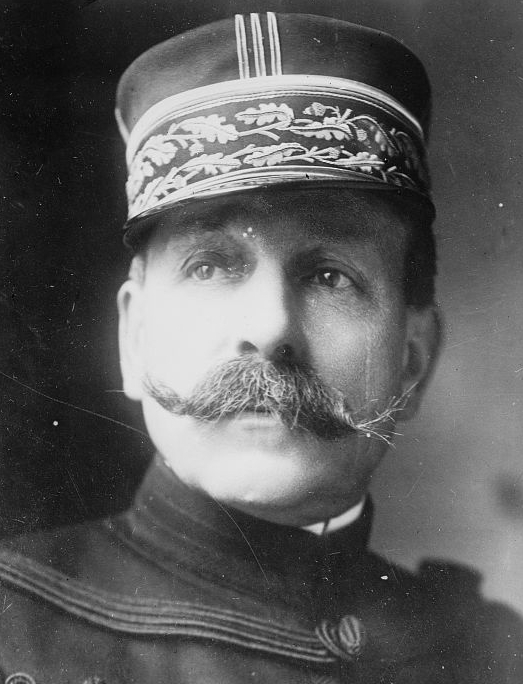
Le général Dubail.

Il n'existe pas de commandement unique français en Alsace-Lorraine.
- 2e armée général Castelnau :
  - 2e groupe de divisions de réserve général Léon Durand : 59e division et 68e division — renforcé par la 73e division de réserve ;
  - groupement général Fayolle : 70e division de réserve et une brigade du 9e corps (le 9e corps qui faisait partie de la 2e armée avait été enlevé à Castelnau le 19 août. Une partie seulement avait été embarquée dans les trains en direction de l'Ouest) ;
  - 20e corps général Foch : 11e division, 39e division ;
  - 15e corps général Espinasse : 29e division, 30e division — renforcé par la 64e division de réserve ;
  - 16e corps général Taverna : 31e division et 32e division — renforcé par la 74e division de réserve ;
  - corps de cavalerie général Conneau : 2e DC, 10e DC — chargé d'assumer la jonction entre les deux armées françaises ;
  - 2e bataillon de chasseurs à pied.
- 1re armée général Dubail :
  - 8e corps général Castelli : 15e division, 16e division avec en avant de son front la 6e DC ;
  - 13e corps général Alix : 25e division, 26e division ;
  - 21e corps général Legrand : 13e division, 43e division ;
  - 14e corps général Pouradier-Duteil limogé le 24 août et remplacé par le général Baret (27e DI) : 27e division, 28e division — renforcé par la 71e division de réserve et une brigade de la 58e division de réserve.

### Les Allemands:350 000 hommes

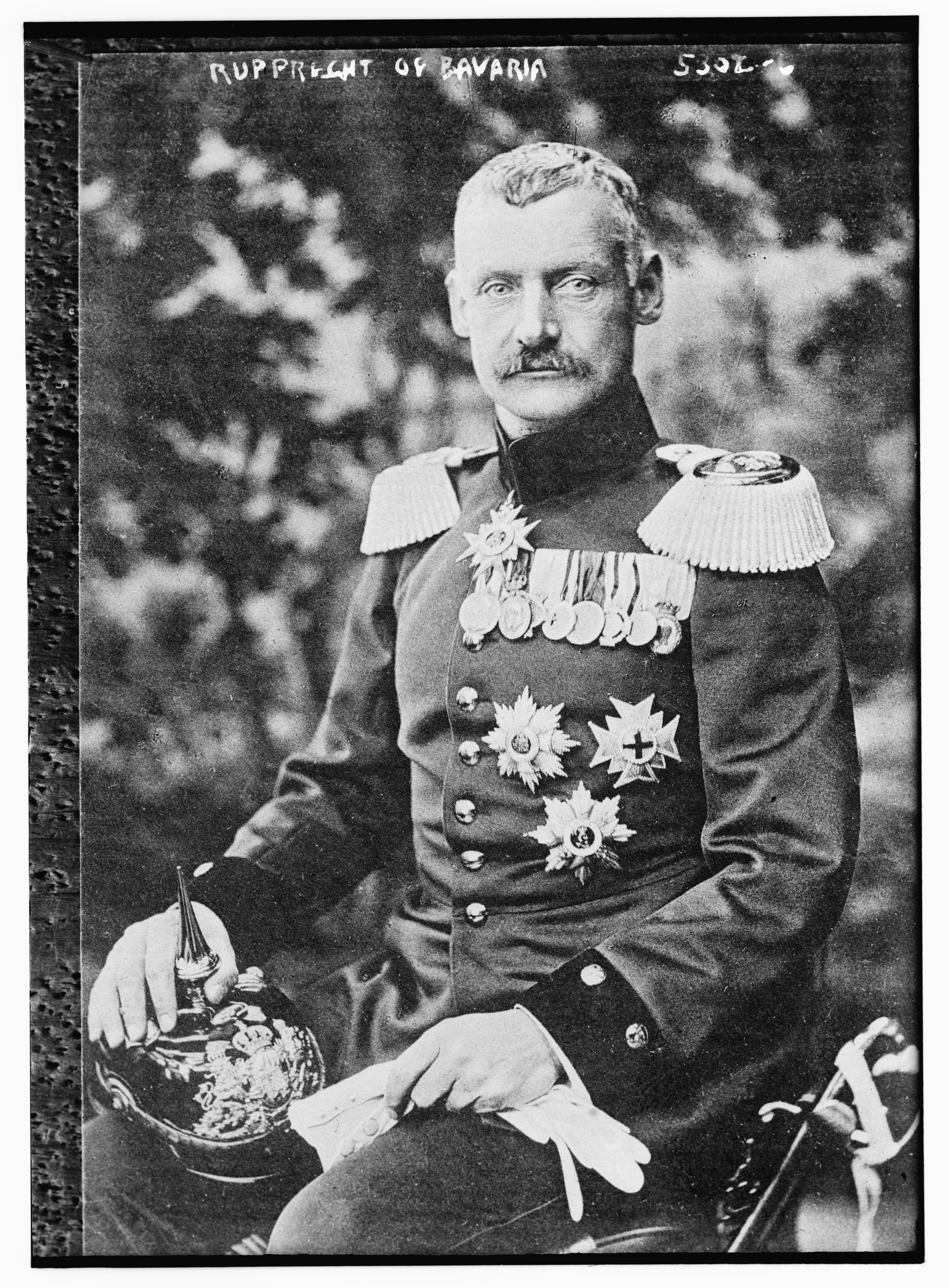
Le prince Rupprecht de Bavière.

Rupprecht de Bavière, qui commande la VIe armée bavaroise, assume également le commandement de l'ensemble des forces allemandes et bavaroises engagées en Alsace-Lorraine, soit deux armées renforcées par un corps d'ersatz et par la garnison de la place forte de Metz (équivalente à deux divisions) et par le 3e corps de cavalerie (HKK3).
- VIe armée prince Rupprecht de Bavière :
  - corps d'ersatz (IVe, VIIIe et Xe divisions d'ersatz) ;
  - IIIe corps bavarois à 2 divisions ;
  - IIe corps bavarois à 2 divisions ;
  - IIe corps à 2 divisions ;
  - Ier corps bavarois à 2 divisions ;
  - Ier corps bavarois de réserve à 2 divisions.
- VIIe armée général von Heeringen :
  - XIVe corps à 2 divisions ;
  - XVe corps à 2 divisions ;
  - XIVe corps de réserve à 2 divisions.

## Déroulement des combats

### Veillée d'armes

#### Les objectifs allemands
Dans tous leurs kriegsspiele d'avant-guerre, les Allemands prévoyaient qu'en cas de situation favorable en Lorraine, l'avancée de leurs troupes se limiterait à border la Meurthe. À la date du 23 août, après le recul français généralisé, cette option leur paraît sensiblement dépassée. Ils regardent désormais au-delà, vers la trouée de Charmes. La responsabilité de ce changement stratégique allemand est longtemps demeurée trouble. Pendant la guerre elle-même et au cours des vingt années qui suivirent, les anciens officiers de l'Oberste Heeresleitung (OHL) et ceux de l'entourage du prince de Bavière s'entre-déchirèrent férocement à ce propos. En 1934, le directeur des Archives du Reich, le général von Mertz tranche ce débat avec des éléments convaincants. Il attribue sans hésitation cette responsabilité à Rupprecht et à son chef d'état-major, Krafft von Dellmensingen. Effectivement, la lecture littérale des ordres envoyés par l'OHL ne mentionne pas l'idée d'une percée de la trouée de Charmes. C'est Rupprecht lui-même qui l'impose à von Moltke en lui faisant un compte-rendu de la situation totalement erroné le 23 au soir. Les troupes allemandes en Lorraine iront donc plein sud pour franchir la Moselle à Charmes et faire leur jonction avec celle du Kronprinz impérial qui doit attaquer en direction de Neufchâteau. Ainsi seront détruites deux des cinq armées françaises, les trois autres et le corps expéditionnaire britannique devenant alors une proie facile pour les sept armées allemandes les encerclant.

#### La «manœuvre du mépris»
Le plan de Rupprecht est assez sommaire, tant il est convaincu de l'absence de résistance française. Il a placé la droite de la VIe armée allemande entre Metz et Lunéville pour protéger ses axes de communication. Il affecte ensuite deux de ses corps d'armée à la percée elle-même et confie à la VIe armée allemande le soin de refouler devant elle la 1re armée française dans les Vosges. Il lui manque une partie de ses forces, qu'il a dû affecter à la prise du fort de Manonviller. Cette imposante fortification tient sous le feu de ses canons la voie de chemin de fer qui relie Strasbourg à Lunéville. Elle le gène non seulement pour le déplacement de ses troupes, mais également pour ses approvisionnements. En conséquence, les lignes allemandes sont étirées de Metz à la trouée de Charmes. Elles ne résisteraient pas à une attaque française. C'est toutefois une hypothèse qui parait trop invraisemblable à Rupprecht pour qu'il en tienne compte. L'occupation de la ville de Lunéville peut en outre devenir un élément de faiblesse : formant un carrefour de toutes les routes au milieu de son dispositif, elle risque de se transformer en goulot d'étranglement si jamais les Allemands ratent cette percée et doivent reculer. Pire, si les Français opéraient un retournement de situation et reprenaient la ville, la défaite allemande se transformerait en véritable débâcle. Une fois encore, cette idée n'effleure ni Rupprecht, ni son état-major, tant elle semble inconcevable. Castelnau note dans son carnet personnel : « Il [Rupprecht] se borne à exécuter devant elle [la 2e armée française] “la manœuvre du mépris” […] Ce que cherche le prince Rupprecht, ce n'est point à battre l'adversaire, mais à le devancer sur ses lignes de communication. Dérivant d'un concept napoléonien, cette manœuvre est susceptible de donner des résultats considérables. » Ce choix tactique expose les Allemands à une dangereuse contre-attaque de flanc à laquelle Castelnau se prépare.

#### Les Français se préparent à la bataille
Dans cette bataille, bien que très diminuées par les défaites subies à Morhange et à Sarrebourg, les deux armées françaises ont l'avantage du terrain. La parfaite connaissance de la trouée de Charmes par le général Castelnau constitue également un avantage décisif : ce couloir géographique entre Nancy et les Vosges, difficile à traverser pour un assaillant, est à dessein laissé libre de fortifications. La Meurthe en constitue le premier obstacle. Il se poursuit par une succession de collines entre la Mortagne et la Moselle. Ces ondulations de terrain, peu impressionnantes sur les cartes d'état-major, constituent en réalité autant de petites forteresses, bordées à l'est par de véritables falaises. Elles offrent aux Français de formidables plates-formes d'artillerie. L'ennemi, visible des quatre points cardinaux, ne peut atteindre les positions d'artillerie françaises, dont la portée est accrue par l'altitude. La trouée se termine par l'obstacle de la Moselle. À cet endroit, le fleuve est large, semé de marais et doublé d'un canal. C'est donc une formidable position de défense bordée à gauche par la place forte de Toul et à droite par celle d'Épinal.
Depuis de nombreuses années, les Français se sont entraînés à résister à une offensive ennemie dans cette trouée. Le général Castelnau lui-même, ayant commandé pendant cinq ans le 37e régiment d'infanterie de Nancy, en connaît les moindres chemins, lui permettant de déployer rapidement ses troupes aux endroits stratégiques. D'un point de vue tactique, son atout maître réside dans l'emploi massif de l'artillerie de campagne, en l'espèce les canons de 75 français qui ont récemment fait la preuve de leur redoutable efficacité en sauvant son armée lors de la retraite de Morhange. Bénéficiant d'un haut niveau d'entraînement, les artilleurs français sont en outre formés à la mise rapide en batterie (manœuvres dites de « mise en batterie éclair »), leur permettant de contrecarrer les effets de l'artillerie lourde allemande en changeant en permanence de position. Contrairement aux Allemands qui souffrent de leurs approvisionnements, les français sont abondamment approvisionnés par les réserves de munitions stockées dans les souterrains de la citadelle de Toul, située à quelques kilomètres. La manœuvre que conçoit Castelnau vise à amener Rupprecht à « buter sur ses canons ». Depuis les collines où sont placées ses troupes, il domine les ponts sur la Meurthe que vont devoir franchir les Allemands et qui établissent pour eux des goulets d'étranglement formant autant de cibles pour les artilleurs français. Les ponts éventuellement franchis sous le feu par les assaillants, ces derniers n'auraient ensuite d'autre choix que d'emprunter les deux seuls axes de progression ouverts dans la trouée, pris en enfilade par les canons français.
De son côté, le général Dubail, moins favorisé, doit déployer ses unités dans une zone de montagne fortement boisée, faisant perdre à son artillerie la capacité du tir tendu alors qu'il affronte des unités richement dotées en obusiers à tir courbe. Aussi la répartition des rôles entre les deux armées françaises est-elle claire. La 2e armée française, après avoir suffisamment affaibli l'ennemi par son bombardement, doit mener la contre-attaque dans la trouée de Charmes pendant que Dubail freine l'avance allemande dans les Vosges. Castelnau indique clairement son intention offensive à ses troupes : « Le général de la 2e armée estime que l'ennemi, en engageant aujourd'hui le combat au nord de Lunéville, a voulu le mettre dans l'obligation d'accepter la bataille sur la rive droite de la Meurthe. Il entend se soustraire à cette obligation. » Et Castelnau ajoute qu'il est bien décidé « à profiter de toute faute que commettra l'adversaire ».

### Premier jour de bataille, le 24 août 1914-

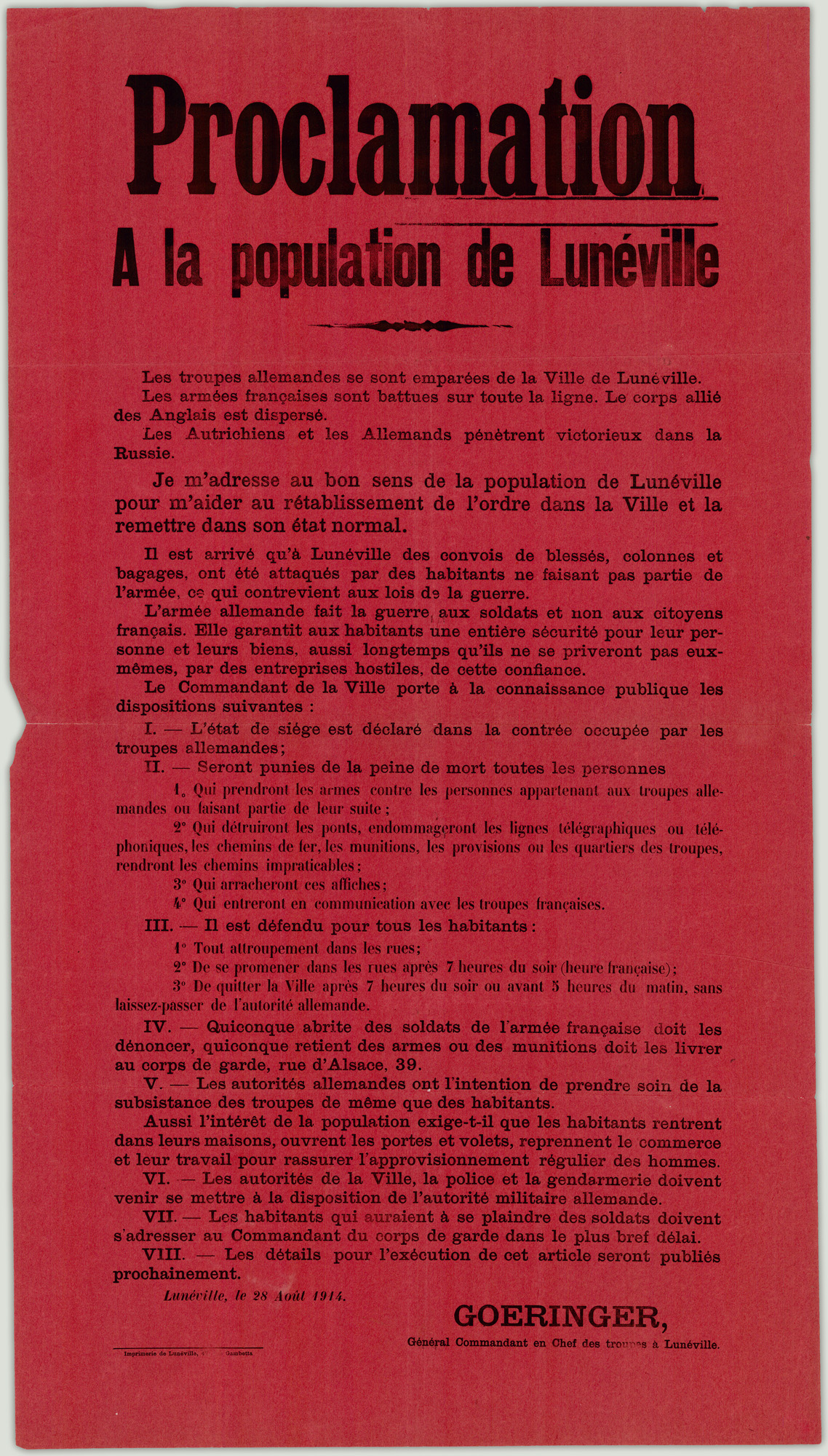
Occupation de Lunéville par les Allemands le 23 août 1914.

### Premier jour de bataille, le24 août

#### Préparatifs
Dans les faits, les combats auraient dû commencer deux jours plus tôt et se seraient immanquablement terminés par un désastre français, les unités françaises se révélant désorganisées par la défaite de Morhange. Quant au 8e corps de la 1re armée, ayant subi de lourdes pertes à Sarrebourg, il aurait été incapable de combattre. Comme le note le sergent Henri Bleys dans son carnet personnel : « On est si fatigué, on est si découragé que l'on pense revenir au feu sans courage et avec regret. La défaite tue, éprouve les forces. » Certes, Castelnau peut compter sur les divisions de réserve installées sur le Grand Couronné et celles que vient de lui envoyer Joffre en renfort, mais elles ne sont pas de taille à recevoir seules le choc allemand. La 1re armée française, moins atteinte que sa voisine, doit cependant effectuer un très large mouvement à travers les Vosges pour se replacer à proximité de la Moselle, prête à la franchir pour se mettre à l'abri en cas de besoin, mais, elle ne dispose alors pas du temps nécessaire pour le faire.
L'indécision qui règne au sein du commandement allemand donne aux unités françaises le temps nécessaire pour exécuter leur manœuvre de repli. Tout d'abord, l'OHL reste étrangement silencieux, laissant Rupprecht sans directive précise pendant deux jours. Ensuite, le prince de Bavière lui-même perd encore une journée à Lunéville : le 22 août au soir il a conquis la ville pratiquement sans combat, et le lendemain il y organise une gigantesque parade militaire au son de la Badenweiler Marsch (de), ce qui laisse le temps aux Français de se regrouper sur les collines autour de Nancy et dans les Vosges. Les divisions de réserve du général Durand sont établies dans le massif du Grand Couronné devant Nancy, les 20e corps du général Foch sur le plateau du Rambettant, les 15e et 16e corps sur les collines de Saffais et Belchamps. Au fond de la trouée, dans la forêt de Charmes et sur les collines des Saint-Rémy-aux-Bois et d'Essey-la-Côte, s'installe le 8e corps. Dubail l'a détaché de son armée et le met sous le commandement de Castelnau afin de lui permettre de renforcer son dispositif. Les trois autres corps de la 1re armée ont pu prendre leurs positions entre Rambervillers et le nord de Saint-Dié.
Rupprecht commet une autre erreur en encerclant le fort de Manonviller au lieu de le conquérir. Il compte sur les deux monstrueux canons de 420 mm qu'il a fait transférer de Strasbourg pour en venir à bout dans la journée du 24. Or la reddition du fort est obtenue au terme de trois journées de bombardement. Pendant ce temps, la position continue à pilonner la voie de chemin de fer Strasbourg - Lunéville, gênant considérablement les approvisionnements allemands.

#### Deux corps d'armée allemands s'élancent

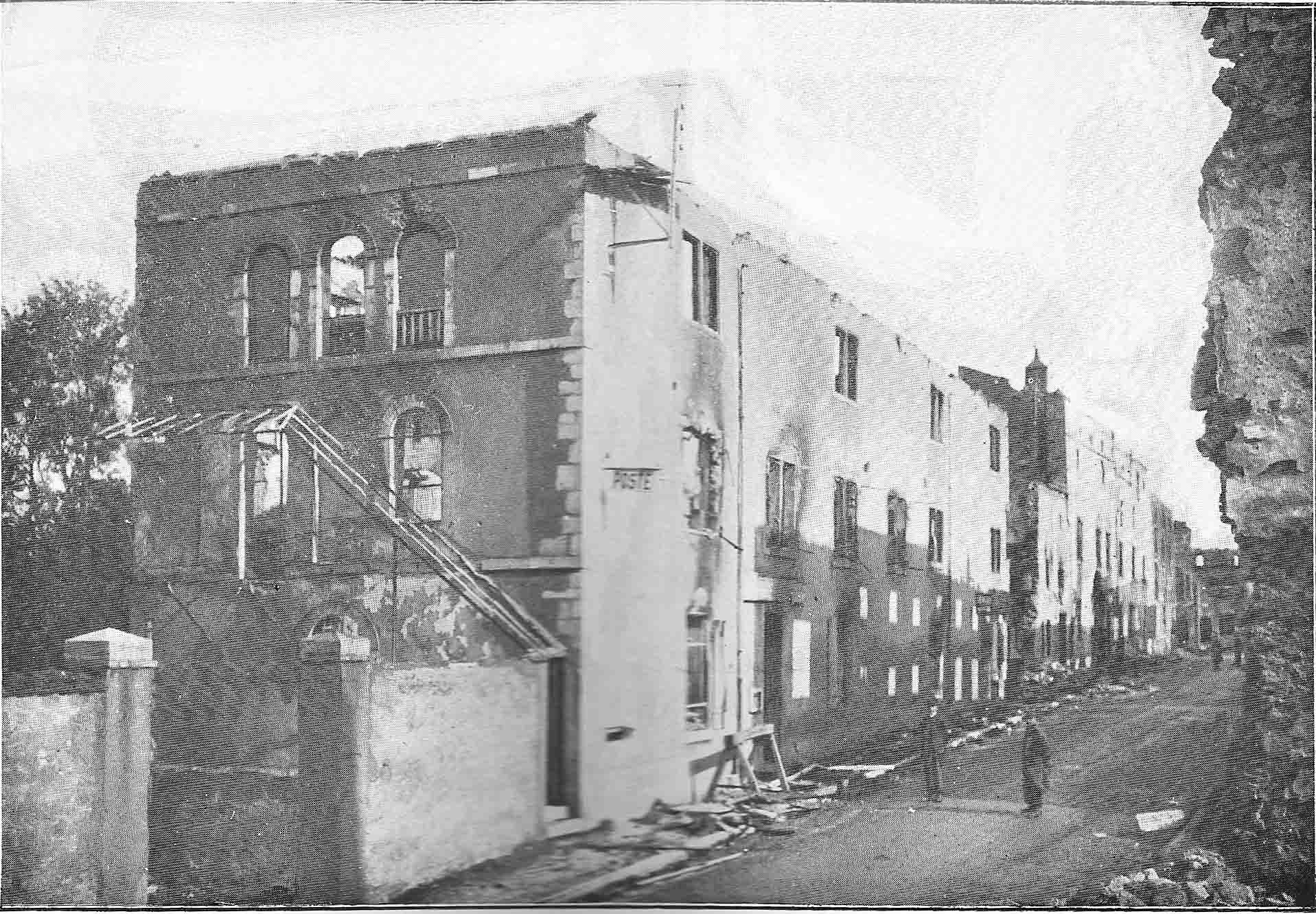
Gerbéviller totalement dévastée.

Ce n'est que le 24 août, dans la matinée, que deux des corps d'armée allemands (IIe Bavarois et XXIe allemand) s'engagent dans la trouée de Charmes. Leur progression a été immédiatement détectée par l'aviation française qui fournit à Castelnau et à Dubail de précieux renseignements. Après quelques heures d'un parcours facile, ils s'apprêtent à franchir la Meurthe et la Mortagne. Cependant, les nombreux orages qui se sont déclenchés les deux semaines précédentes ont gonflé ces cours d'eau. Le franchissement de la Meurthe par le IIe corps bavarois prélude aux calamités qui vont s'abattre sur cette unité. Ayant laborieusement réparé les ponts à Mont-sur-Meurthe et à Blainville, les Bavarois sont soumis à un bombardement précis de l'artillerie française. Sur la route de Lunéville à Bayon, qui constitue pratiquement leur seul axe de progression vers la Moselle, leurs pertes s'accumulent, accentuées par l'action de l'artillerie lourde que Castelnau a prélevée dans les forts de Toul. À la tombée de la nuit, des deux côtés de cette route, les cratères sont pratiquement jointifs et les pertes allemandes augmentent de façon dramatique pour la poursuite de l'offensive.
La progression du XXIe corps allemand s'avère également très lente. Il opère plus au sud et vise la ville de Charmes, mais doit d'abord franchir la Mortagne. Il est également ralenti par la solide défense du pont de Gerbéviller. Une brigade allemande entière s'engage ainsi contre soixante chasseurs à pied français, commandés par l'adjudant Chèvre, originaire de la région. Ils bloquent les Allemands une grande partie de la journée avant de disparaître dans les bois voisins. Rendus furieux par cette résistance, les Allemands se vengent sur la population civile en massacrant soixante personnes.

#### Castelnau attaque par surprise au nord de Lunéville
À 15 heures ce sont les Français qui passent à l'attaque, à la stupeur des Allemands car le mouvement offensif se situe au nord de Lunéville. Castelnau vient d'abattre sa première carte. Il a attendu que les deux corps ennemis aient suffisamment entamé leur mouvement pour commencer la première manœuvre de son plan : se rapprocher de l'axe vital Château-Salins — Lunéville. La 70e division commandée par le futur maréchal Fayolle et le 20e corps du général Foch refoulent les Allemands d'Erbéviller, de Réméréville et de Courbesseaux, et progressent dangereusement. Des scènes de panique se produisent parmi les divisions d'ersatz allemandes qui défendent cette partie du front. Rupprecht est sidéré. Mais il rassure son entourage : « Les Français sont battus ! ». Cette attaque ne constitue, à ses yeux, qu'une diversion. Au sud de Lunéville, la situation dans les Vosges demeure confuse. Les Français de la 1re armée reculent mais, avec la Meurthe, vont bientôt bénéficier d'un premier obstacle défensif naturel. Ils s'installent ainsi sur la rive gauche de la rivière et la VIIe armée allemande va devoir combattre pour les en déloger.
Quand la nuit tombe, certaines hésitations commencent à apparaitre dans le camp allemand quant à la suite à donner à cette opération. Cette attaque française au nord de Lunéville, difficilement contenue, donne à réfléchir. Contrairement aux attentes allemandes, la 2e armée française n'a pas été rompue par sa défaite à Morhange. Le chef d'état-major, le général von Dellmensingen, ne cache plus son inquiétude. Il propose de retirer l'un des deux corps d'armée pour renforcer la défense de Lunéville. Ce point de passage obligé au sein du dispositif a été fortement fragilisé par l'attaque française partie de Nancy en début d'après-midi. Des scènes de panique ont eu lieu. La situation est difficilement rétablie dans la nuit par les renforts qu'on engage au fur et à mesure de leur arrivée. Von Mertz, lui, est franchement pessimiste : « Espérons que la volonté de sortir de la nasse dans laquelle nous nous sommes jetés jusqu'à présent vainement sera bientôt plus grande que le désir de nous y enfoncer toujours davantage. » Mais Rupprecht balaye toutes ces hésitations. Ses ordres pour la journée du 25 sont maintenus : forcer la trouée de Charmes.

#### Nuit du24au25 août
Profitant du répit nocturne, Castelnau décide de créer un verrou sur la colline de Borville. Elle domine un couloir que les Allemands vont inévitablement tenter d'utiliser et qui les conduit à emprunter le pont de Charmes. S'ils atteignent le bois Delà l'Eau, à la lisière du village de Rozelieures, ils pourront s'abriter dans la forêt de Charmes et plus rien ne pourra alors les arrêter jusqu'à la Moselle. Aidées des villageois, les troupes françaises hissent sur les hauteurs de Borville cinq groupes d'artillerie : ceux du 8e RAC, des 1er et 6e DC, et deux groupes du 16e corps. Sur la colline, 60 canons de 75 vont dès lors constituer une redoutable barrière de feu.

### Deuxième jour de bataille, le 25 août 1914-

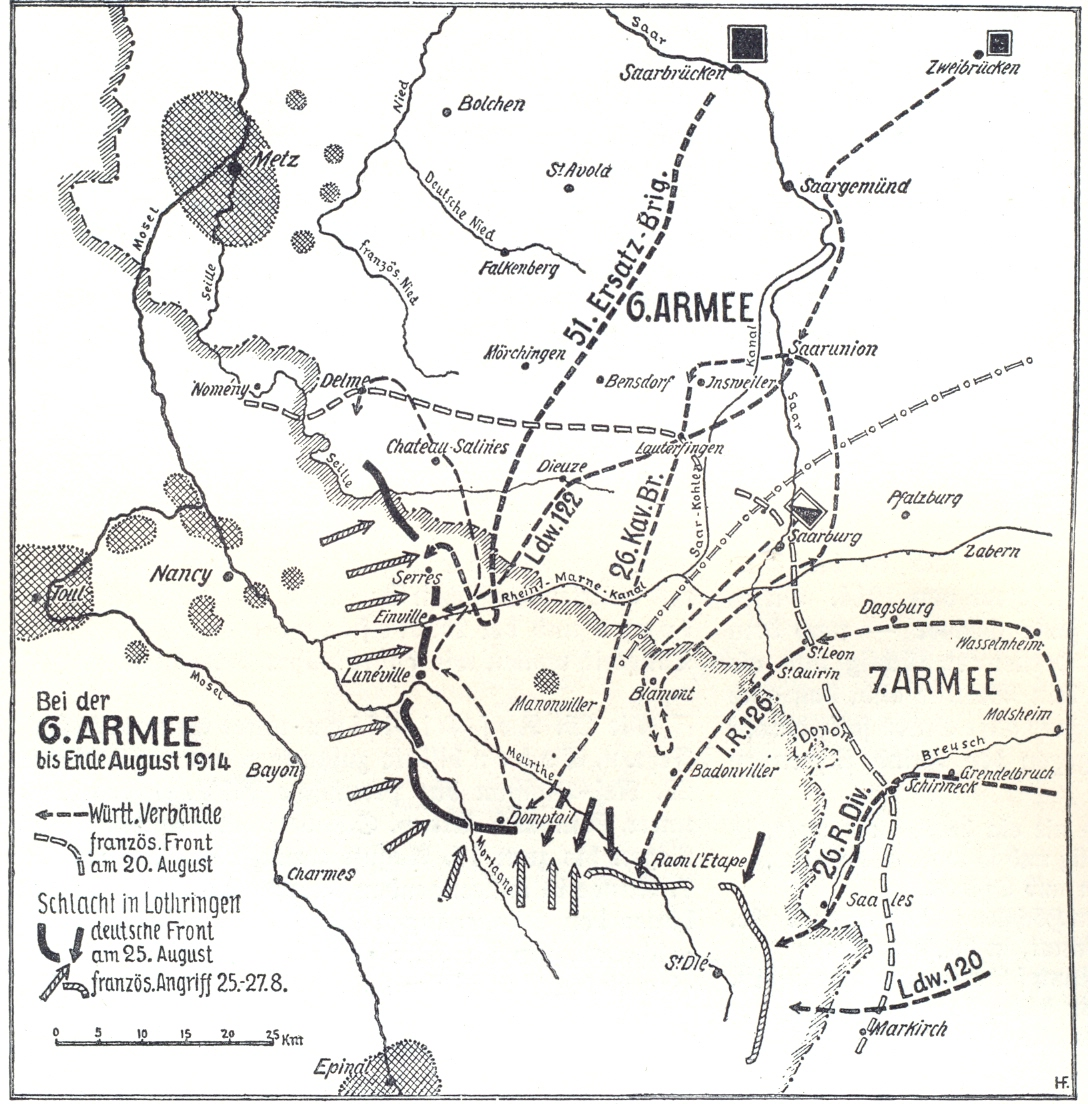
Carte allemande de la bataille.

### Deuxième jour de bataille, le25 août

#### Enjeux
Au nord de la Meurthe, sur le plateau du Rambettant, là où le 20e corps du général Foch avait aisément enfoncé les divisions d'ersatz allemandes, l'afflux massif de renforts, notamment de troupes aguerries du IIIe corps bavarois, permet de rétablir progressivement la situation. Ce rétablissement ne s'opère qu'au prix de pertes qualifiées d'« effroyables » par le général von Gebsattel qui commande sur cette partie du front. Il a reçu la mission impérative « d'empêcher les Français de mettre la main sur les hauteurs de Hoéville, Serres ainsi que sur Friscati […] Tout succès, même localisé, des Français, aurait pu avoir immédiatement les plus graves conséquences pour la VIe armée et même les aurait probablement eues.[pas clair] »
Au sud, dans la trouée de Charmes et dans les Vosges, cette journée est marquée par des combats d'une portée stratégique réelle. Pour les Allemands, le possible fléchissement de la 1re armée française, et notamment de son 8e corps, tout au fond de la nasse, permettrait aux unités de Rupprecht de franchir la Moselle, ne laissant aux Français comme seule issue que de tenter de fuir, l'aile gauche vers Toul, la droite vers Épinal, ouvrant entre les 1re et 2e armées françaises une brèche fatale. Pour les Français, si Castelnau continue à avancer, il écrase le IIe corps bavarois et le XXIe corps allemand, menaçant directement Lunéville et mettant en déséquilibre l'ensemble du dispositif de Moltke dans l'Est.

#### Les Français reculent
Sur la route qui mène à Bayon, le IIe corps bavarois, déployé dans une vallée fermée par une ligne de collines hérissées de canons français qui tirent sans discontinuer, se trouve bloqué et subit d'énormes pertes. L'issue de la bataille va cependant se jouer à l'extrémité sud du champ de bataille, à Rozelieures, à quelques kilomètres seulement de la Moselle. La jonction entre les 16e et 8e corps français constitue le point névralgique de la bataille. Cet endroit, caractérisé par une topographie moins favorable aux Français, est la région où le XXIe corps allemand s'apprête à les attaquer.

« Au petit jour, le 134e se déploie soutenu par l'artillerie divisionnaire, son 3e bataillon en première ligne, le 2e à droite du village et le 1er à gauche, et se porte à l'attaque de Rozelieures. Les bataillons franchissent rapidement l'immense prairie que domine le village, entouré de vergers touffus, où sont nichés les mitrailleuses ennemies qui crépitent sans arrêt. L'Euron, ruisseau profond et marécageux qui coule au pied du village auquel il donne accès par un petit pont est atteint. La traversée en est très dure, le feu de l'ennemi s'intensifie mais l'entrain de tous est merveilleux et c'est la baïonnette haute que le 134e aborde le village. L'ennemi résiste, des combats corps à corps s'engagent partout dans les rues, les maisons, les vergers. Le soldat Muet, de la 3e compagnie se trouvant aux prises avec six Allemands, réussit à les abattre tous. L'ennemi recule sur la partie nord du plateau où se trouve Rozelieures. »

— Historique du 134e RI,
Disposant d'une nombreuse artillerie et conscients que l'effort à faire peut être décisif, les Allemands lancent un très violent assaut. Ils commencent par chasser du village les soldats du 134e français. À 8 h 30, ceux-ci se replient dans un certain désordre. À 9 h 50, les généraux Bajolle et Maud'huy, qui commandent les deux divisions formant le 8e corps d'armée, annoncent leur retraite. Entre-temps, les Allemands se sont infiltrés dans le bois de Lalau. Derrière cette zone boisée s'étale la grande forêt de Charmes. Si les assaillants l'atteignent en masse, il sera impossible de les empêcher d'accéder aux rives de la Moselle. Cet objectif est d'autant plus névralgique pour les combattants que, dans les Vosges, les trois corps de la VIIe armée allemande, renforcés du Ier corps bavarois, engrangent une série de succès tactiques face à une 1re armée française malmenée.
Une série de combats se livre dans le secteur des 14e et 21e corps français, dans une séquence qualifiée de « bataille des ponts de la Meurthe ». Les ponts défendus par les chasseurs tiennent. Mais tous les autres sont pris. Le gros des forces allemandes franchit la rivière. Le 21e corps français entraîne alors son voisin dans sa retraite. Quant au 13e corps placé à leur gauche, il se déclare « littéralement à bout de forces » et donne des signes de panique. En effet, il vient de faire refluer ses parcs[pas clair] sur la rive gauche de la Moselle et parle même de mettre à exécution les instructions prévisionnelles de repli au-delà de la rivière qui ont été préparées la veille par Dubail en cas de coup dur.
Vers 11 h 30, le général Dubail évoque un scénario de repli général de son armée. Comme l'écrira le lieutenant-colonel Laure, la journée du 25 août constitue un « important succès allemand » face à la 1re armée française. Ce n'est donc pas une surprise si, à 13 heures, le capitaine Fétizon, officier de liaison du GQG, qui est aux côtés de Dubail, téléphone : « 1re armée essayera de se maintenir sur ce front général. Offensive de 2e armée peut seule rétablir la journée. »

#### Rozelieures, épicentre des combats

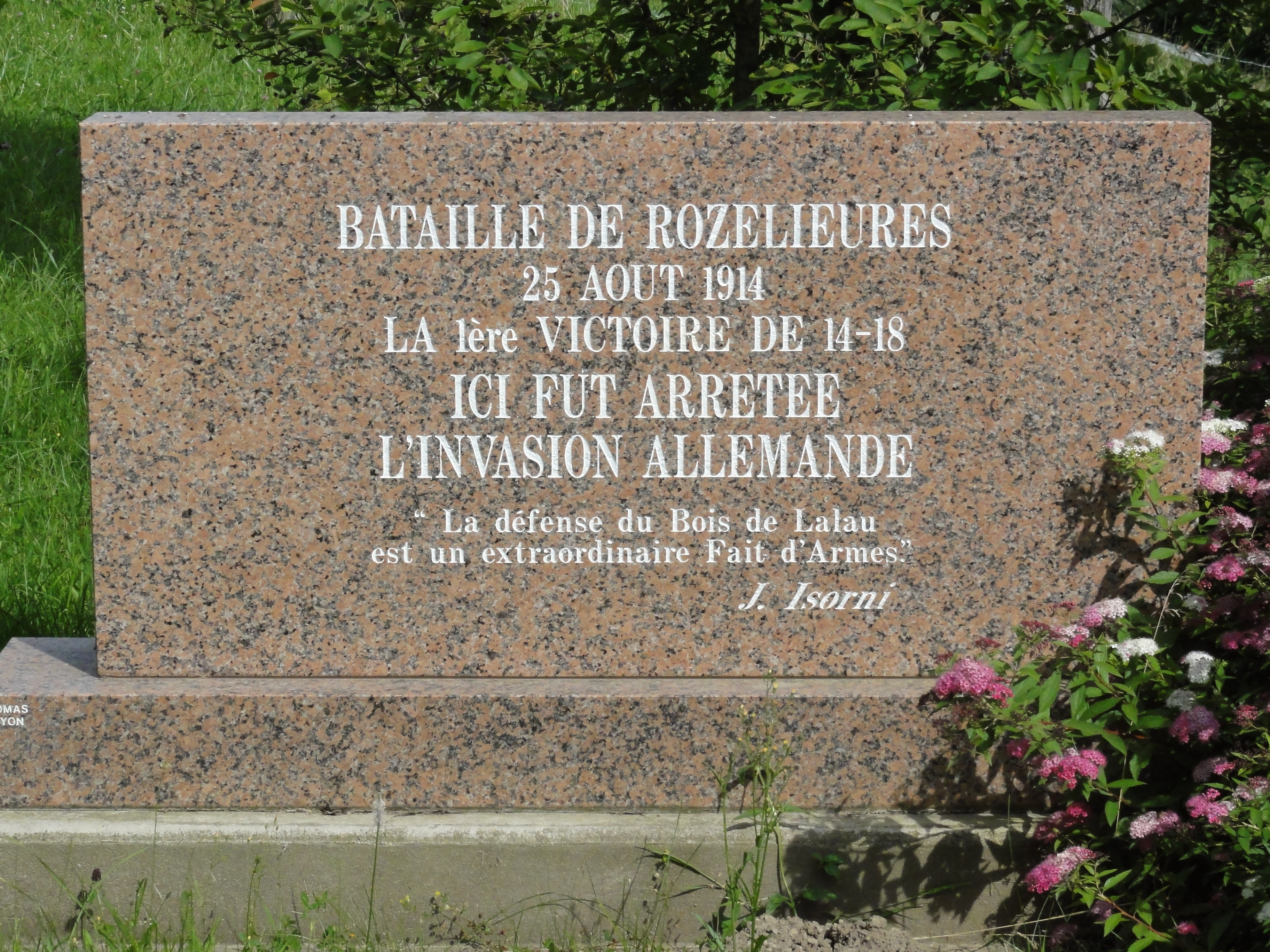
Mémorial de la bataille de la trouée de Charmes à Rozelieures.

Castelnau compte sur sa puissante artillerie installée pendant la nuit sur la colline de Borville et qui est maintenant prête à tirer. Mais ses instructions ont sans doute été mal comprises. « C'est une foire complète ! » rapporte le capitaine de Cointet à l'état-major de la 2e armée face au désordre inextricable qui règne sur cette hauteur stratégique. Il y a là un mélange d'unités de réservistes parfaitement inactives ainsi que plusieurs groupes d'artillerie qui visiblement n'ont pas reçu d'instructions. Cointet, simple capitaine, mais fort de l'ordre de mission signé de Castelnau, redistribue les rôles. Il rassemble toute l'artillerie présente à Borville sous les ordres d'un chef d'escadron compétent, Jean Fondeur. Dans la plaine, le capitaine de Miribel est informé des dangereuses infiltrations allemandes dans le bois de Lalau. Il rameute alors sur le 2e bataillon de chasseurs à pied, le 6e groupe de cyclistes ainsi qu'un demi-escadron du 1er régiment de hussards qu'il dirige immédiatement dans le bois. Rapidement, les Allemands refluent. La bataille est en effet en train de basculer. Dans le secteur de Rozelieures, les Allemands n'ont plus de munitions. Ils ne ramassent plus leurs blessés. Si un ordre de retraite ne leur était pas parvenu, ils se seraient vraisemblablement rendus. Cependant, du côté de la 1re armée de Dubail, les nouvelles sont de plus en plus inquiétantes, comme vient de le téléphoner Fétizon : « 21e CA replié sur bois d'Anglemont, 13e CA en retraite, 8e CA rétrograde. »
Sur Borville, Fondeur a déclenché le tir de ses 60 canons qu'il pousse maintenant au maximum des cadences de tir. A Rozelieures, les quelques rares rescapés allemands décrochent. Sur leurs talons s'avancent les chasseurs. Quand il pénètre dans Rozelieures, le 2e bataillon de chasseurs français découvre un gigantesque charnier : « Tous ceux qui ont vécu ce combat se souviennent des longues files d'Allemands couchés dans les fossés de la route ou étendus face contre terre, aussi nombreux que les gerbes d'avoine qui leur servaient d'abri. »[réf. souhaitée] À 15 heures, les hommes du 16e corps français voient arriver l'avion du lieutenant Cheutin qui passe au-dessus d'eux en rase-mottes, moteur pratiquement au ralenti. Ses gesticulations leur font comprendre que l'ennemi est en train de fuir. Volant à toucher le sommet des collines, il répand la nouvelle tout le long du dispositif. Derrière son passage, agitant leurs képis à bout de bras, les Français hurlent de joie. Henri Bleys note : « À 3 heures le canon s'éloigne et la gaîté nous reprend. Nous sommes prêts à combattre. »
Aux postes de commandement des 15e et 16e corps tombe alors un message, qui va entrer dans l'Histoire : « Ordre du général de la 2e armée ; en avant partout, à fond ! »

#### L'offensive de la2earméefrançaise
Castelnau attend depuis le soir de Morhange une occasion pour briser l'avance allemande. Il lance alors son infanterie sur les Allemands en retraite qui tentent de replier leurs deux corps d'armée, ou du moins ce qu'il en reste, pour les mettre à l'abri derrière les fleuves. L'offensive qui se faisait sentir depuis le Grand Couronné et devant Lunéville vient de s'étendre face à la Mortagne. Précédés d'un déluge d'obus, les fantassins des 15e et 16e corps français commencent à descendre des collines. Tous les témoins sont unanimes : la vue de ces dizaines de milliers de soldats en pantalon rouge qui soudain surgissent sur les crêtes et commencent à descendre les pentes est spectaculaire. Les Bavarois du IIe corps se replient en panique. À 17 heures, Castelnau galvanise son armée : « Mettez sac à terre s'il le faut, vous êtes sur les derrières de l'ennemi […] Poussez en avant toute l'artillerie ! » Les premiers éléments français pénètrent ainsi dans les villages de la rive droite de la Meurthe et le général Espinasse, commandant le 15e corps, peut lancer des détachements dans la forêt de Vitrimont. Si ces éléments faisaient leur jonction avec le 20e corps du général Foch qui occupe Anthelupt à quelques kilomètres au nord, ce serait probablement la chute de Lunéville, le IIe corps bavarois n'étant plus capable de la moindre action de guerre.
Les autres unités de la VIe armée allemande sont également très affectées : le Ier corps bavarois et le XXIe corps allemand ont chacun perdu une dizaine de milliers d'hommes, dont de nombreux officiers. Au nord de la Meurthe, le IIIe corps bavarois s'est sacrifié en essayant d'empêcher à tout prix le 20e corps de Foch d'approcher de la route Château-Salins — Lunéville, axe vital de ravitaillement des deux armées allemandes. Le soir venu, il se replie sur sa base de départ. Les Français réoccupent dès le lendemain matin le terrain que les troupes bavaroise avaient conquis. Tous les regards allemands sont maintenant tournés vers Lunéville. Rupprecht tente de rallier tout ce qui est encore valide pour renforcer la ville où règne une situation de désolation. Von Mertz note dans son carnet : « Lunéville brûle, la panique y règne. Des colonnes et des convois en pleine fuite refluent de la ville jusque vers Lagarde. Les bruits les plus insensés se répandent. » La paranoïa s'installe. Le chef d'état-major de Rupprecht en vient à demander à von Mertz d'étudier le plan d'une retraite générale vers le nord-est.
L'écho de tous ces événements parvient à l'OHL. Il n'en faut pas davantage pour Moltke, sa conviction est faite : l'héritier du trône de Bavière a subi une très lourde défaite qui renverse — et au-delà — la situation favorable qu'il s'était créée à Morhange et à Sarrebourg. Simultanément, des inquiétudes surgissent sur le front de la Ve armée allemande voisine que dirige le Kronprinz impérial. Selon le télégramme qu'envoie la Direction suprême à Rupprecht, cette armée est obligée de replier son aile gauche devant des forces supérieures. Le 25 août au soir, ce n'est pas moins du tiers de l'armée allemande qui est plongé dans une grave crise.

### Troisième et ultime jour de bataille, le26 août
Castelnau pouvait-il transformer cette première phase victorieuse en succès décisif pour les Français ? Il en a tout d'abord le sentiment : « Battu au sud de la Meurthe, coupé au nord de ses lignes de retraite, le prince Rupprecht pouvait être anéanti. » C'est également l'analyse du stratège français le général Camon : « Écrasant le corps d'observation laissé par le prince Rupprecht devant le Grand-Couronné, puis poussant promptement vers l'est sur les derrières de la VIe armée [Castelnau] lui aurait coupé vivres et munitions. Ce pouvait être le désastre pour l'aile gauche allemande et quel retentissement. »
Ces impressions ne tiennent cependant pas compte de l'état des forces en présence. Contrairement à tout ce que pouvaient craindre les Allemands, les journées du 26 et du 27 août marquent progressivement la fin de la crise. Les Français ne prendront pas Lunéville. Ils en sont incapables. L'infanterie n'est pas en état de le faire et l'artillerie, qui a fait merveille pendant ces derniers jours, perd beaucoup de son efficacité contre un ennemi qui s'enterre. Cette victoire dépasse pourtant les plus grandes espérances françaises, mais elle a principalement reposé sur les dommages irrémédiables que se sont infligés à elles-mêmes les troupes de Rupprecht en s'affrontant aux canons de la 2e armée française. L'industriel Georges Keller, qui gère la faïencerie de Lunéville et qui s'est vu imposer d'héberger l'héritier du trône de Bavière, l'entendra dire : « Vous [les Français] faites autour de nous, avec votre 75, un cercle de feu qu'il nous est impossible de rompre. » La manœuvre de flanc conçue et exécutée par Castelnau a certes été proche d'aboutir, mais les soldats de 2e armée, épuisés par une semaine de combats ininterrompus et ayant subi de lourdes pertes à Morhange, ne peuvent faire mieux que suivre l'ennemi en retraite. Comme l'écrit Henri Bleys : « Aujourd'hui on les [les Allemands] a poursuivis dans les bois, mais on n'a guère tiré que des coups de canon. […] Nous sommes restés sur place dans la forêt couchés sur les gerbes d'avoine dans des cahutes avec des branches vertes. » Quant à Dubail, son armée n'a cessé de reculer devant une VIIe armée allemande, qui la domine notamment en raison de son artillerie lourde bien adaptée au combat en montagne. Seul, le 20e corps français réussit à gagner du terrain sur les Bavarois, reprenant la ferme de la Faisanderie, les villages de Friscati, Deuxville, Maixe, Drouville et enfin le bois de Crévic. Quant aux divisions de réserve du général Léon Durand, elles réussissent à chasser hors de Champenoux les Bavarois qui y avaient résisté la veille.
L'heure n'est pas à une offensive stratégique sur le front lorrain. Les généraux Dubail et Castelnau ont reçu l'instruction générale no 2 que Joffre a signée dans la nuit. Elle assigne à ces deux armées la mission de maintenir l'ennemi en face d'elles pendant que les autres unités françaises, à l'ouest, entament leur retraite. La gauche de la 2e armée française prolonge néanmoins l'offensive contre le flanc droit de l'ennemi.

### Épilogue
Le jeudi 27, les derniers Bavarois quittent définitivement Gerbéviller, mettant ainsi un terme aux combats dans la trouée. Défaites dans ce qui fut pour elles une nasse sanglante, les troupes allemandes vont néanmoins continuer à vouloir s'ouvrir un passage vers Épinal en outrepassant le versant ouest du bassin de la Meurthe en direction de Rambervillers et du plateau lorrain. Désignés sous le nom générique de bataille de la Haute Meurthe, les combats s'intensifient alors jusqu'à la mi-septembre dans les cols des Vosges moyennes (col des Raids, col de la Chipotte, col de Mon Repos (trouée du Renard), col d'Anozel, col des Journaux) dans une succession de pertes et de reconquêtes dont celles de Saint-Dié.

## Bilan de la bataille de la Trouée de Charmes

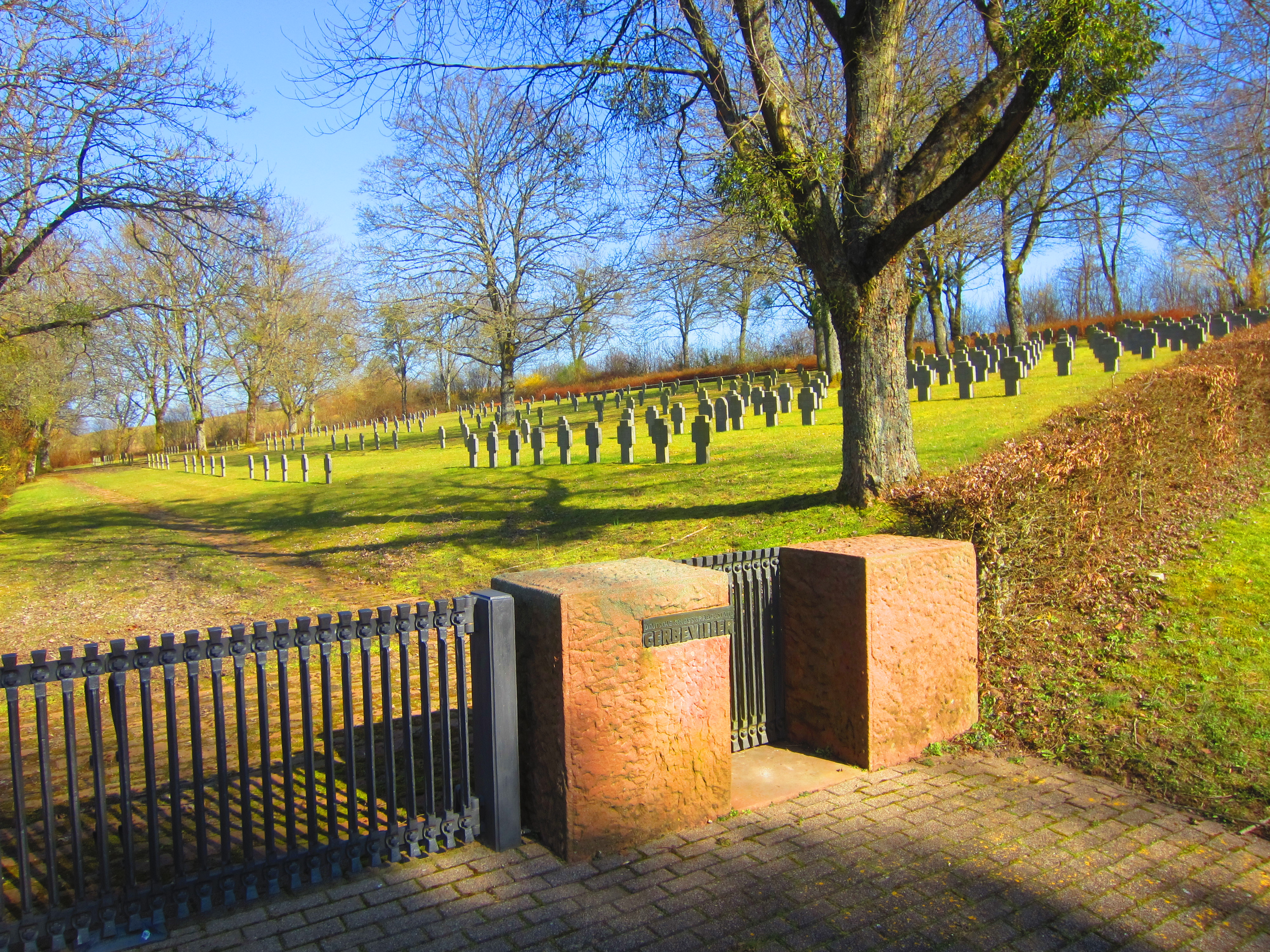
Gerbéviller (cimetière militaire allemand).

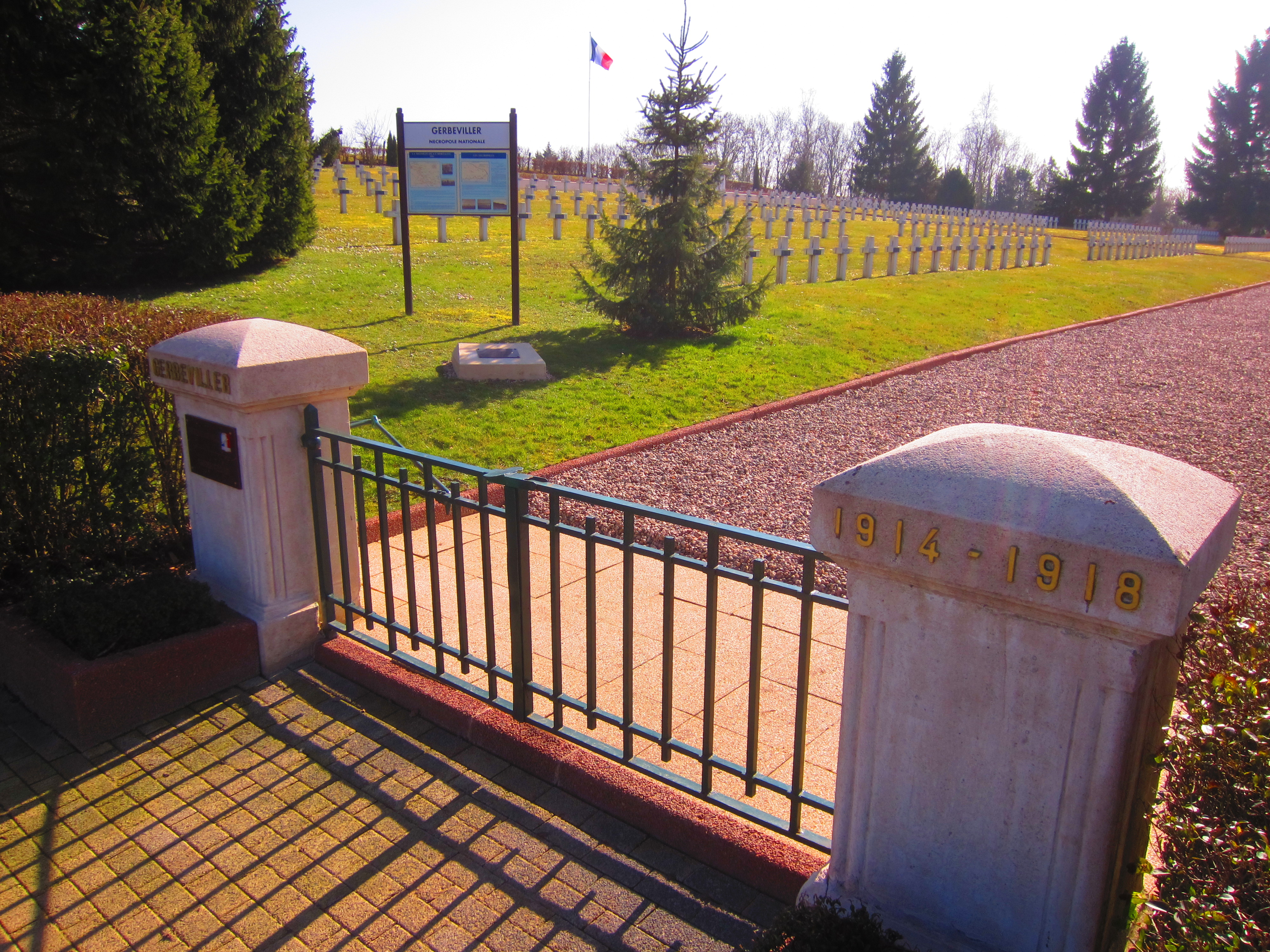
Gerbéviller (cimetière militaire français).

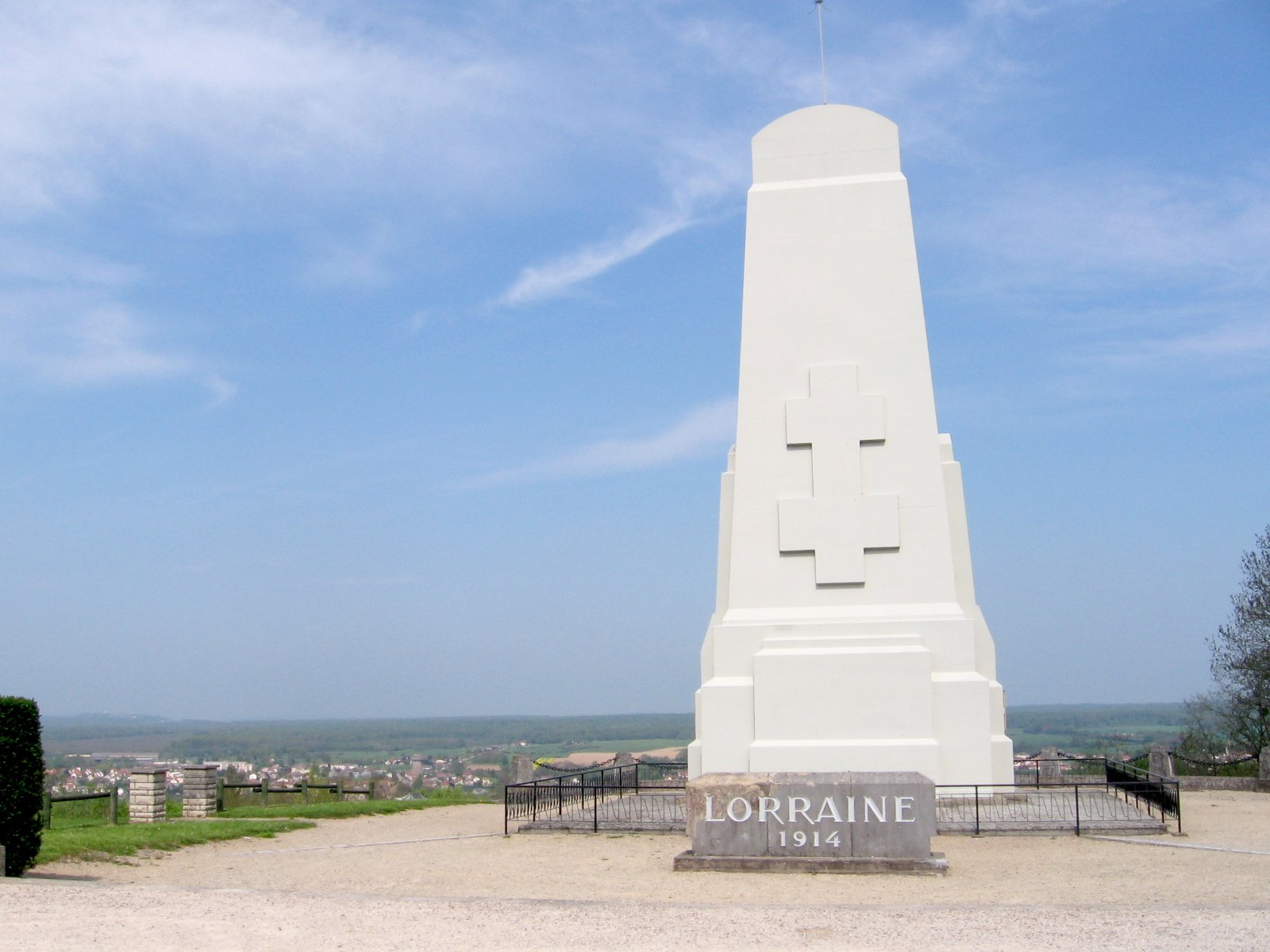
Monument de Lorraine en souvenir de la bataille.

### Une terrible hécatombe allemande
La bataille de la trouée de Charmes fut sans doute pour l'armée allemande l'épisode le plus sanglant du mois d'août 1914 sur l'ensemble des théâtres d'opération. Contrairement aux Français qui, à cette époque, ne tiennent pas une comptabilité rigoureuse des pertes, il existe des éléments très précis concernant celles subies par les VIe et VIIe armées allemandes. S'agissant des opérations de Lorraine, entre le 20 août et le 12 septembre, elles déclarent 127 496 hommes hors de combat (malades, blessés, morts et disparus) dont 38 875 tués. Des trois grandes batailles de cette période, celle de la trouée de Charmes intervient pour au moins la moitié dans ces chiffres. Cette évaluation est cohérente avec celle figurant dans les comptes-rendus français qui parlent de 18 000 tués chez l'ennemi. Concernant les pertes françaises, même si elles ne sont pas connues avec précision, on peut penser qu'elles sont sensiblement plus faibles en raison du caractère défensif du combat mené par les 1re et 2e armées françaises. Nous ne possédons qu'un chiffre, celui cité par le Lieutenant-colonel Jacquant dans son journal, mais il concerne l'ensemble des opérations de Lorraine et se limite à la 2e armée française : il parle de 60 000 hommes hors de combat (dont 18 000 tués environ), sachant que les batailles de Morhange et du Grand Couronné ont été les plus meurtrières pour les Français.

### Une importance stratégique méconnue
L'importance stratégique de cette bataille pour la trouée de Charmes n'est connue qu'après la guerre, lors du dévoilement du détail des mouvements de troupes opérés par les Allemands dans les jours précédant la bataille de la Marne. La victoire de Castelnau le 26 août 1914 et le profond sentiment chez les Allemands d'avoir subi une inexplicable et inimaginable défaite les amènent à prendre des décisions qui pèseront lourd dix jours plus tard. Ils abandonnent notamment l'idée de prélever deux corps d'armée chez le Kronprinz de Bavière pour renforcer leur front oriental. Moltke, ou son entourage, font alors le choix de les prendre dans leurs armées de l'aile droite qui est en train de traverser la Belgique. Cette décision se trouve au centre de controverses sans fin en Allemagne après la guerre. Même s'il est pratiquement impossible d'établir de façon irréfutable qu'elle fit basculer l'issue de la bataille de la Marne, on peut néanmoins dire qu'elle influa fortement sur le sort des armes car elle offrait aux Français et à leurs alliés anglais une supériorité numérique inespérée. En effet, le 6 septembre lorsque les troupes franco-anglaises se lancent à l'attaque, elles disposent de 56 divisions d'infanterie et 9 divisions de cavalerie face à 44 divisions d'infanterie et 7 divisions de cavalerie allemandes. Or cette décision prise par le généralissime allemand fut certainement l'une des moins justifiées d'un point de vue stratégique et tactique.
La publication tardive et morcelée sur près de dix années des travaux du Service historique des armées faussa les analyses à propos de cette bataille. Pour certains, elle apparaît comme une simple contre-attaque locale de deux corps d'armée, pour d'autres c'est un « coup d'arrêt » comme celui donné par le général Lanrezac lors de la bataille de Guise, dont l'historiographie française fait grand cas. Il faut attendre le milieu des années 1930 pour qu'apparaissent les premières études d'état-major publiées dans les revues spécialisées. Elles rappellent qu'à la trouée de Charmes, quatre armées s'étaient affrontées pendant plusieurs jours sur un champ de bataille de plus de cent kilomètres d'amplitude. Elles concluent que ce fut la plus grande bataille du début de la guerre avant que ne se déroule celle de la Marne. Mais ces publications sont peu lues en dehors du microcosme militaire. Aussi, l'ampleur de la victoire de Castelnau n'est-elle pas perçue à sa juste mesure par les Français dans l'immédiat après-guerre. Ils le voient avant tout comme « le sauveur de Nancy ». Or, si Castelnau et la 2e armée française ont sauvé la ville au Grand Couronné le 7 septembre, quelques jours plus tôt, à la trouée de Charmes, ils avaient sauvé la France.
En dépit de sa moindre place dans le mémorial français de cette guerre, cette victoire est saluée par des hommes tels que Clemenceau. Conscient des enjeux stratégiques qui y étaient attachés, Clemenceau concluait que si Castelnau n'avait pas vaincu : « Les forces franco-britanniques auraient pu être obligées de s'assurer de nouvelles positions dans la “péninsule de Cherbourg” ou dans les Pyrénées. » La presse britannique ne fut pas en reste, qualifiant Castelnau de « the hero of Lorraine » ou de « a military genius ». The Times le couvrit d'éloges et conclut également que, sans la victoire de la 2e armée française à la trouée de Charmes, le redressement français sur la Marne était impossible. Mais c'est d'outre-Rhin que vinrent les louanges les plus marquées. Que cela soit dans les nombreux ouvrages publiés ou dans la presse, le nom de Castelnau est fréquemment mentionné, assorti d'un commentaire qui lui confère l'image d'un « chef résolu à la plus tenace des résistances ».

### Un événement méconnu en France
La bataille de la trouée de Charmes est plus étudiée par l'historiographie allemande que par l'historiographie française. Les anciens chefs militaires allemands tels que Helmuth Johannes Ludwig von Moltke, Paul von Hindenburg ou Erich Ludendorff en parlent longuement dans leurs mémoires. Le dernier généralissime, le général Wilhelm Groener, y consacre un ouvrage où il critique la stratégie de Rupprecht de Bavière lors de cette bataille. Celui-ci lui répond dans Mein Kriegstagebuch, son journal de guerre, pendant que son ancien chef d'état-major, le général Konrad Krafft von Dellmensingen, l'appuie en publiant une réfutation du livre de Groener. Enfin, le général Hermann Mertz von Quirnheim, alors chef des opérations de la VIe armée, fait en 1934, en tant que président du Bearbeitet[Quoi ?] aux Archives du Reich, une synthèse de tous ces ouvrages. Il s'appuie notamment sur l'œuvre monumentale de près de mille pages de l'historien Karl Deuringer pour conclure que cet épisode du début de la Grande Guerre a été un moment très critique pour les armées allemandes.
Gabriel Hanotaux, auteur du premier compte-rendu exhaustif de cette bataille, est le premier à s'interroger sur l'occultation de cette brillante victoire stratégique française dans la mémoire collective. L'explication tient sans doute au fait que cette opération se déroule au début de la guerre, période où règne une stricte censure de toute information militaire. Il se serait aussi produit une sorte d'amalgame mémoriel entre cette bataille et celle du Grand-Couronné de Nancy que le général Castelnau remporte également quelques jours plus tard. L'ancien directeur du service historique de l'Armée de terre, le général Bach, écrit ainsi : « Du fait de la censure et de l'absence de contre-pouvoirs, la vérité de la guerre a été, et demeure, faute d'un inventaire critique d'une ampleur suffisante, celle qui sortait du communiqué. Il serait temps de s'interroger à propos de celui ou de ceux qui en maîtrisaient la rédaction. » Sans les mentionner explicitement, Bach vise le général Joffre et son entourage, qui ont sans aucun doute voulu passer sous silence cette victoire française car au même moment ils incriminaient la défaillance des combattants et de leurs officiers pour expliquer les défaites subies pendant la bataille des Frontières. Enfin, le fait qu'après la guerre, Castelnau, contrairement aux autres chefs militaires français, refusa d'écrire ses mémoires et ne permit aucun accès à ses papiers personnels contribua à effacer le souvenir de cette page de gloire. S'y ajoute enfin l'erreur de scinder en deux cet évènement en distinguant artificiellement les opérations de la 2e armée de Castelnau de celles de la 1re armée de Dubail alors que ces deux armées ont opéré de concert face à deux armées allemandes sous le commandement unifié du prince Rupprecht de Bavière.

## Décoration
- LA MORTAGNE 1914 est inscrit sur le drapeau des régiments cités lors de cette bataille.